# GNX
A GNX Kendrick Lamar amerikai rapper hatodik stúdióalbuma, ami 2024. november 22-én jelent meg a PGLang és az Interscope Records kiadókon keresztül, bejelentés nélkül. Első lemeze, ami nem a Top Dawg Entertainment kiadóval jelent meg. Lamar egy viszonylag aktív és kifejezetten sikeres évét zárta le, amelyben többek között megnyerte az elmúlt évtizedek legnagyobb rapviszályát Drake ellen.
Címét a Buick Regal autóról kapta, a GNX executive producerei Jack Antonoff és Sounwave voltak, míg közreműködő előadói AzChike, Dody 6, Hitta J3, Kamasi Washington, Peysoh, Roddy Ricch, Siete, SZA, Wallie The Sensei és Young Threat voltak.
Az albumot méltatták a zenekritikusok. Kereskedelmileg is sikeres volt, Lamar ötödik listavezető albuma lett a Billboard 200-on, a Squabble Up pedig harmadik első helyezett dala volt az évben.

## Háttér
2022. május 13-án Kendrick Lamar kiadta ötödik stúdióalbumát, a Mr. Morale & the Big Stepperst, amit méltattak a zenekritikusok, és kereskedelmi sikert is aratott. A Billboard 200 első helyén debütált 295 ezer eladott példánnyal, illetve Grammy-díjat kapott a Legjobb rapalbum kategóriában a 65. Grammy-gálán. A megjelenés után Lamar elkezdett turnézni a The Big Steppers Tour keretei között, 2022. júniustól 2024. márciusig. 2024. március 19-én Lamar megosztott egy képet egy 1987-es Buick Grand National Regal GNX autóról, amit megvásárolt. Lamar születése után apja ugyanebben a modellben vitte haza a kórházból.

## Népszerűsítése
2024. augusztus 24-én Lamar azzal válaszolt unokatestvére iMessage-üzenetére, hogy „jövünk,” mikor az megkérdezte tőle, mikor jelenik meg hatodik albuma. Szeptember 8-án bejelentették, hogy Lamar lesz a Super Bowl LIX félidei koncertjének fellépője a Caesars Superdome stadionban, New Orleans-ben, 2025. február 9-én. Három nappal később megosztott egy dalt Watch the Party Die címen Instagramján. A Los Angeles Lakers és a Minnesota Timberwolves október 23-i mérkőzése előtt hallani lehetett egy részletet az akkor még meg nem jelent Squabble Up című dalból, ami a Not Like Us videóklipjén is szerepelt. Októberben több előadó (köztük SZA és Schoolboy Q) is megerősítette, hogy Lamar albuma nemsokára megjelenik. 2024. november 22-én megjelent egy egyperces videó, ami az album megjelenését hirdette, amit kevesebb, mint tíz perccel később a teljes lemez követett.

## Dalok
A GNX-en tizenkét dal szerepel, összesen 44 perces és 20 másodperces, Lamar pályafutásának legrövidebb albuma. Ugyan egyik száma se szerepel a lemezen a Drake elleni viszálykodásból, annak érzelmei a Vulture szerint még mindig érezhetők az albumon. Egy nyugati-parti hiphopalbum, ami a stílus klasszikus és kortárs értelmezéseit is felhasználja. A Rolling Stone szerint a lemezen Lamar tiszteletet mutat Los Angelesnek, szülővárosának, sok helyen felhasználva a g-funk műfaj elemeit.
Deyra Barrera mexikói énekesnő az album első és utolsó dalain, illetve a Reincarnateden is szerepel, azt követően, hogy Lamar látta fellépni a Los Angeles Dodgers egyik mérkőzésén. A produceri csapat lejátszotta a hangszeres alapot Barrerának, és elmagyarázták neki, hogy Lamar milyen érzelmeket akart átadni az albummal. A Reincarnateden Lamar elképzelt múlt életeit meséli el, mielőtt a szövegben elkezdene beszélgetni Istennel. A TV Off dalon vonós hangszerek hallhatók, míg a második felére egyre kiemelkedőbb szerepet kapnak az ütős hangszerek, és Lamar hangosan ordítja producere, Mustard nevét, amiből később mém lett. A Heart Pt. 6-en visszagondol a TDE-vel töltött éveire, illetve a Black Hippy supergroupra, beismerve, hogy része volt annak szétesésében. Ben Sisario (The New York Times) kiemelte, hogy a dal ismét válasz volt a rapper viszálykodására Drake-kel, mivel korábban az évben Drake kiadott egy dalt The Heart Pt. 6 címen, Lamar Heart-dalsorozatára utalva. A GNX dalon közreműködött Peysoh, Hitta J3 és YoungThreat, akik mind kevésbé ismert Los Angeles-i előadók. Lamarnak nincs egy versszaka se, csak a refrénen hallható.

## Kritika
A GNX-et széles körben méltatták a kritikusok, a Metacriticen, ami 100 pontból ad egy értéket minden albumnak, 14 szakértői vélemény alapján 86-os értékelést kapott. Az AnyDecentMusic? hét kritika alapján 8,6-os értékelést adott a lemeznek tízből.
Több kritika is Lamar győzelmi menetének tekintette 2024-es hiphop-viszályai után. Az album nyugati-parti hiphop-elemeit, illetve a Lamar által felhasznált több stíluselemet, amelyek ellenére mégis nagyon kohezív lett a lemez, méltatta többek között Wesley McLean (Exclaim!) és Peter Berry (Variety) is. Matt Mitchell (Paste) a rap jövője és Lamar múltja újragondolásának nevezte az albumot, míg Kyann-Sian Williams (NME) méltatta a kellemes történetmesélést a dalokban, amely nagy változás volt az év népszerű hiphopdalaihoz képest, miknek központjában egymás sértegetése volt. Williams kijelentette, hogy a GNX könnyen lehet 2024 legjobb rapalbuma, míg Tom Breihan (Stereogum) szerint az év, illetve Lamar pályafutásának legjobbja volt.
Sokan kiemelték, hogy Lamar saját magát úgy tüntette fel, mint a hiphop kultúrájának vezető alakja. Matthew Kim (The Line of Best Fit) megjegyezte, hogy a GNX a „regionális büszkeség, hencegés, és az elvárásoknak való nem megfelelés kohezív kinyilatkozása.” Mosi Reeves (Rolling Stone) szerint a GNX több bizonyítékot adott arra, mint kellett, hogy Lamar 2024 legjobbja, de nem válaszolt meg kérdéseket a hiphop strukturális változásairól vagy nagyobb kulturális problémákról, inkább ismét „hiphop-korporativizmus tanulmánya” volt.
Alphonse Pierre (Pitchfork) nem kedvelte annyira a lemezt, azt írta, hogy az album hitelességét elrontotta Lamar „túlzott, öntudatos narratívája,” kiemelve, hogy a produceri munka „túlságosan tiszta és szintetikus.” Hozzátette, hogy ennek ellenére az előadásmód a megszokotthoz hasonlóan tökéletes volt, a közreműködők is kiemelkedően adtak a lemezhez. Will Hodgkinsonnak (The Times) a „gyakran kiemelkedő” előadásmód és produceri munka ellenére nem tetszett, hogy Lamar mennyire kiemelte saját fontosságát a hiphop világában, ahelyett, hogy a tőle korábban megszokott intellektuális témákat követte volna. Jon Caramanica (The New York Times) szerint Lamar az albummal visszatért kaliforniai gyökereihez, és egyben komfortzónájába, amiért az album „megkapó, de kevés” volt.

### Ranglisták
| Magazin            | Lista neve                           | Helyezés | For.   |
| ------------------ | ------------------------------------ | -------- | ------ |
| Consequence        | 2024 50 legjobb albuma               | 10       | [ 45 ] |
| Exclaim!           | 2024 50 legjobb albuma               | 16       | [ 46 ] |
| The Independent    | 2024 legjobb albumai, sorrendben     | 18       | [ 47 ] |
| Loud and Quiet     | Loud And Quiet: 2024 legjobb albumai | 17       | [ 48 ] |
| The New York Times | 2024 legjobb albumai                 | —        | [ 49 ] |
| NPR                | 2024 50 legjobb albuma               | —        | [ 50 ] |
| Paste              | 2024 100 legjobb albuma              | 19       | [ 51 ] |
| The Quietus        | The Quietus: 2024 100 legjobb albuma | 43       | [ 52 ] |
| Rolling Stone      | 2024 100 legjobb albuma              | 21       | [ 53 ] |
| Stereogum          | 2024 50 legjobb albuma               | 3        | [ 54 ] |
| Uproxx             | 2024 legjobb albumai                 | —        | [ 55 ] |

## Kereskedelmi teljesítmény
A GNX-et a megjelenése napján 44,2 milliószor hallgatták meg a Spotifyon, 3,6 millió streamet átlagolva dalonként, annak ellenére, hogy a napi számlálás befejezte előtt mindössze hét órával jelent meg. A US Spotify slágerlista első két helyét is elfoglalta, a listavezető a Squabble Up volt, 3,272 millió streammel.

## Számlista
| GNX   | GNX                                                                      | GNX                                                      | GNX                                                                        | GNX   | GNX | GNX | GNX | GNX | GNX |
|       | Cím                                                                      | Szerző(k)                                                | Producer(ek)                                                               | Hossz |     |     |     |     |     |
| ----- | ------------------------------------------------------------------------ | -------------------------------------------------------- | -------------------------------------------------------------------------- | ----- | --- | --- | --- | --- | --- |
| 1.    | wacced out murals                                                        | Kendrick Duckworth Deyra Barrera                         | Sounwave Jack Antonoff Dahi Craig Balmoris Frano Tyler Mehlenbacher M-Tech | 5:17  |     |     |     |     |     |
| 2.    | squabble up                                                              | Duckworth                                                | Kendrick Lamar Sounwave Antonoff Bridgeway M-Tech                          | 2:37  |     |     |     |     |     |
| 3.    | luther (SZA-val)                                                         | Duckworth Solána Rowe Atia Boggs Sam Dew                 | Sounwave Antonoff Kamasi Washington Bridgeway M-Tech Rose Lilah            | 2:57  |     |     |     |     |     |
| 4.    | man at the garden                                                        | Duckworth                                                | Sounwave Antonoff Balmoris Mehlenbacher M-Tech                             | 3:53  |     |     |     |     |     |
| 5.    | hey now (Dody6 közreműködésével)                                         | Duckworth Zarius Cunningham                              | Mustard Sounwave Antonoff                                                  | 3:37  |     |     |     |     |     |
| 6.    | reincarnated                                                             | Duckworth Barrera                                        | Lamar Sounwave Antonoff M-Tech Noah Ehler                                  | 4:35  |     |     |     |     |     |
| 7.    | tv off (Lefty Gunplay közreműködésével)                                  | Duckworth                                                | Mustard Sounwave Antonoff Sean Momberger Washington                        | 3:40  |     |     |     |     |     |
| 8.    | dodger blue (Wallie the Sensei, Siete7x és Roddy Ricch közreműködésével) | Duckworth Dew Traquan Tyson Siete                        | Sounwave Antonoff Tim Maxey Tane Runo Terrace Martin                       | 2:11  |     |     |     |     |     |
| 9.    | peekaboo (AzChike közreműködésével)                                      | Duckworth Damaria Walker                                 | Sounwave Momberger Bridgeway                                               | 2:35  |     |     |     |     |     |
| 10.   | heart pt. 6                                                              | Duckworth                                                | Sounwave Antonoff M-Tech Juju                                              | 4:52  |     |     |     |     |     |
| 11.   | gnx (Hitta J3, YoungThreat és Peysoh közreműködésével)                   | Duckworth Dominicke Williams Kevin Oropeza Deonta Simuel | Sounwave Antonoff Rascal Kenny & Billy Tim Maxey                           | 3:13  |     |     |     |     |     |
| 12.   | gloria (SZA-val)                                                         | Duckworth Rowe Boggs Barrera                             | Sounwave Antonoff Deats                                                    | 4:47  |     |     |     |     |     |
| 44:20 |                                                                          |                                                          |                                                                            |       |     |     |     |     |     |

Hangminták
- Squabble Up: When I Hear Music (szerezte és előadta: Debbie Deb)[58]
- Luther: If This World Were Mine (szerezte: Marvin Gaye, eredeti előadó: Luther Vandross és Cheryl Lynn)[59]
- Man at the Garden: One Mic (szerezte: Nasir Jones és Chucky Thompson, eredeti előadó: Nas)[60]
- Hey Now: Scotty (szerezte: Carlos Walker és Lefabian Williams, eredeti előadó: D4L)[61]
- Reincarnated: Made Niggaz (szerezte és előadta: Tupac Shakur, az Outlawz közreműködésével)[62]
- TV Off: MacArthur Park (szerezte: Jimmy Webb, eredeti előadó: Monk Higgins),[63] The Black Hole - Overture (szerezte: John Barry),[64] és Kick in the Door (szerezte: Christopher Wallace, Jalacy Hawkins és Christopher Martin, eredeti előadó: the Notorious B.I.G.)[18]
- Peekaboo: Give a Helping Hand (szerezte és előadta: Willie Hale)[65]
- Heart Pt. 6: Use Your Heart (szerezte: Chad Hugo és Pharrell Williams, eredeti előadó: SWV).[17]

További jegyzetek
- A Peekaboo dalon közreműködött Dody6 is, de nincs megjelölve.

## Közreműködők
Zenészek
- Kendrick Lamar – vokál
- Deyra Barrera – további vokál (1., 6.)
- Ink – háttérénekes (2., 10.), további vokál (8)
- Sam Dew – háttérénekes (tracks 2, 4–6, 8, 10, 12), további vokál (3)
- Paul Cartwright – vonósok (3.), hegedű (7.)
- Caleb Vaughn Smith – vonósok (3.)
- Drew Forde – vonósok (3.)
- Geoff Gallegos – vonósok (3.)
- Giovanna Moraga – vonósok (3.)
- Kerenza Peacock – vonósok (3.)
- Luanne Homzy – vonósok (3.)
- Luke Maurer – vonósok (3.)
- Stephanie Payne – vonósok (3.)
- Stephanie Yu – vonósok (3.)
- Lefty Gunplay – további vokál (7.)
- Evan Smith – baritonszaxofon, tenorszaxofon (7.)
- Miles Mosley – basszus (7.)
- Peter Jacobson – cselló (7.)
- Amber Wyman – kürt (7.)
- Malik Taylor – kürt (7.)
- Rickey Washington – kürt (7.)
- Ryan Porter – kürt (7.)
- Sean Sonderegger – kürt (7.)
- Serafin Aguilar – kürt (7.)
- Zem Audu – tenorszaxofon (7.)
- Chad Jackson – hegedű (7.)
- Marta Honer – hegedű (7.)
- Reiko Nakano – hegedű (7.)
- Tylana Renga – hegedű (7.)
- Yvette Devereaux – hegedű (7.)
- Roddy Ricch – további vokál (8.)
- Bobby Hawk – hegedű (10., 12.)

Utómunka
- Ruairi O’Flaherty – maszterelés
- Oli Jacobs – keverés, hangmérnök
- Jack Antonoff – hangmérnök
- Johnathan Turner – hangmérnök
- Laura Sisk – hangmérnök
- Ray Charles Brown Jr. – hangmérnök
- Tony Shepperd – hangmérnök (3.)
- Tony Austin – hangmérnök (7.)
- Zem Audu – hangmérnök (7.)

## Slágerlisták
| Slágerlista (2024)                            | Legmagasabb pozíció |
| --------------------------------------------- | ------------------- |
| Ausztrália (ARIA Albums)                      | 1                   |
| Ausztrália (ARIA Hip Hop/R&B Albums)          | 1                   |
| Belgium (Ultratop Flandria)                   | 3                   |
| Belgium (Ultratop Vallónia)                   | 5                   |
| Csehország (ČNS IFPI Albums Top 100)          | 6                   |
| Dánia (Hitlisten Album Top 40)                | 1                   |
| Egyesült Királyság (UK Albums Chart)          | 1                   |
| Egyesült Királyság (UK R&B Albums)            | 1                   |
| Finnország (Musiikkituottajat Albumit Top 50) | 7                   |
| Franciaország (SNEP Album Top 100)            | 11                  |
| Hollandia (Dutch Charts Album Top 100)        | 1                   |
| Izland (Tónlistinn)                           | 3                   |
| Írország (IRMA)                               | 1                   |
| Japán (Oricon Digital Albums)                 | 12                  |
| Japán (Billboard Japan Hot Albums)            | 52                  |
| Kanada (Billboard Canadian Albums Chart)      | 1                   |
| Litvánia (AGATA)                              | 1                   |
| Magyarország (MAHASZ Top 40 albumlista)       | 2                   |
| Németország (Offizielle Top 100)              | 8                   |
| Norvégia (VG-lista Album Top 40)              | 1                   |
| Olaszország (FIMI Albums)                     | 11                  |
| Spanyolország (PROMUSICAE)                    | 8                   |
| Svájc (Schweizer Hitparade Top 100 Albums)    | 2                   |
| Svédország (Sverigetopplistan)                | 1                   |
| Szlovákia (ČNS IFPI)                          | 5                   |
| USA Billboard 200                             | 1                   |
| USA Top R&B/Hip-Hop Albums (Billboard)        | 1                   |
| Új-Zéland (RMNZ)                              | 1                   |